# 恩纳·瓦伦西亚
恩纳·伦贝托·瓦伦西亚·拉斯特拉（西班牙語：Enner Remberto Valencia Lastra，1989年11月4日—）是一名厄瓜多尔足球员，目前效力于巴西足球甲級聯賽的國際體育會。厄瓜多爾國家足球隊成員。

## 俱乐部生涯

### 埃梅莱克
瓦伦西亚于2008年从加勒比少年队的青训系统来到瓜亚基尔试训埃梅莱克。埃梅莱克是厄瓜多尔明星安东尼奥·瓦伦西亚早年效力的同一支球队。 2008年，他被转会至埃梅莱克。 从2008年到2010年初，他未在一线队获得机会，但随着阿根廷教练豪尔赫·桑帕奥利的到来，瓦伦西亚开始获得上场机会。 埃梅莱克在总比分2-1输给冠军LDU基多的比赛中获得亚军。
2011年，瓦伦西亚在30场联赛比赛中打入9球。 2012年11月，他在对阵埃尔·纳西奥纳尔, 洛哈大学, 大学技术队, 以及主客场对阵曼塔的五场比赛中各进5球，其中对阵洛哈大学的比赛打平。 这使他的进球总数达到40场联赛比赛中的13个进球，是他迄今为止最佳的赛季，但连续第三个赛季，埃梅莱克队在联赛冠军和俱乐部对手巴塞罗那SC面前获得亚军。
2013年8月7日，瓦伦西亚在对阵秘鲁球队瓦南卡约体育的比赛中完成了自己职业生涯的首个帽子戏法，该场比赛是2013年南美自由杯的首轮比赛，比分为4-0。 他随埃梅莱克获得了联赛冠军，这是该俱乐部自2002年以来的首个冠军。

### 帕丘卡
经过关于墨西哥足球甲级联赛球队帕丘卡对瓦伦西亚兴趣的多次传言，双方达成协议并达成转会协议。
2014年1月18日，瓦伦西亚在对阵提华纳的比赛中打入了职业生涯的首个进球，比分为2-1。 在接下来的一周，他在帕丘卡客场对阵联赛冠军莱昂俱乐部的比赛中打进两球，帮助球队获得联赛客场首胜。 他以12粒进球成为常规赛最佳射手，在帕丘卡为球队攻入多个双响炮。瓦伦西亚在对阵UNAM的比赛中打入了自己的首个帽子戏法，帮助球队以4-2的比分获得了2014墨西哥足球甲级联赛春季赛季的晋级资格。

### 西汉姆联

#### 2014-15

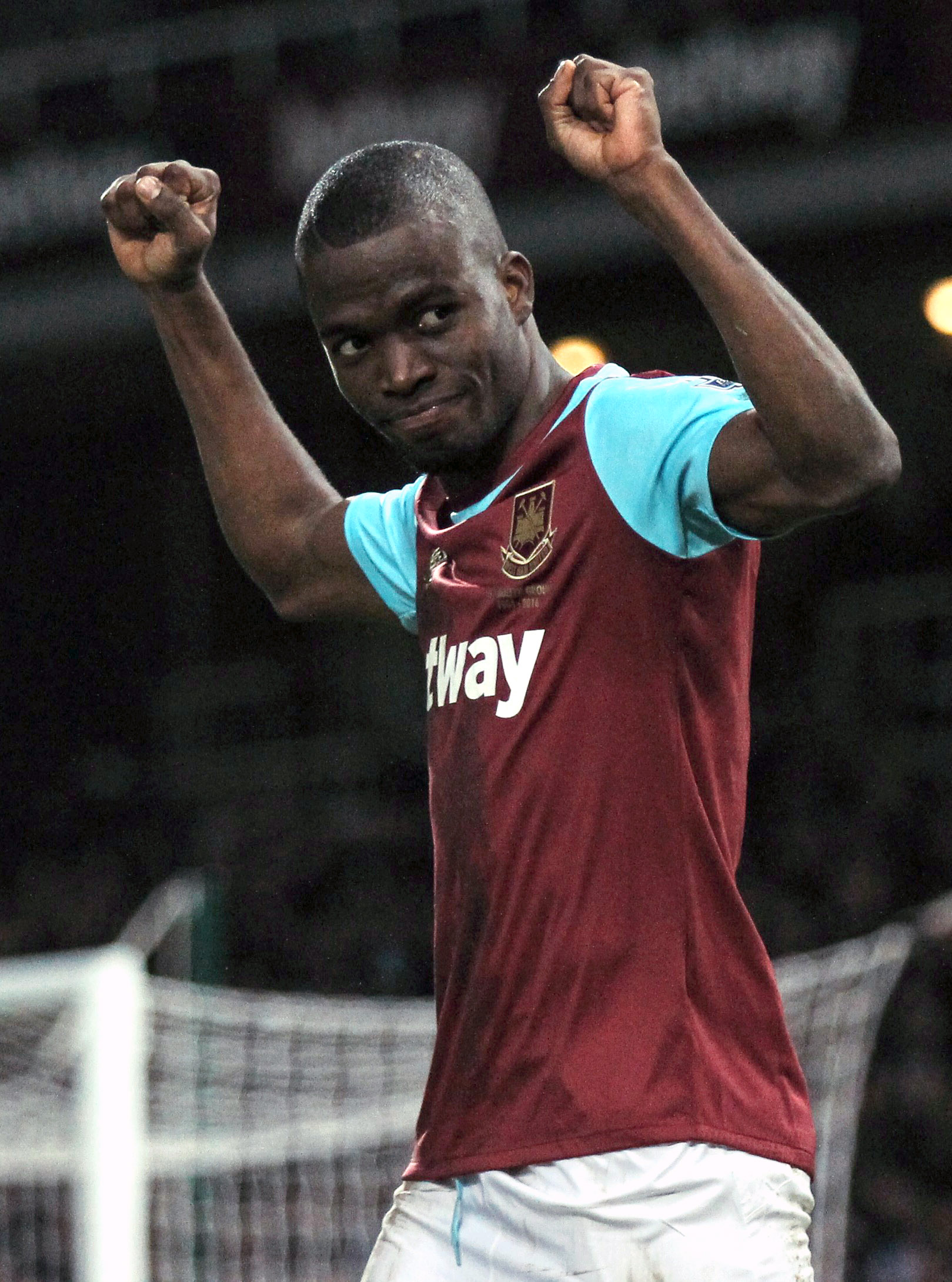
瓦伦西亚在2016年为西汉姆联效力

2014年7月29日，英超俱乐部西汉姆联完成了对瓦伦西亚的转会，签下了一份为期五年的合同，转会费估计为1200万英镑。 他后来确认在签约前对于西汉姆联知之甚少，他主要是通过观看类似于2005年上映的以伊莱贾·伍德主演的电影绿街等足球流氓电影了解该俱乐部。 瓦伦西亚于2014年8月16日在对阵热刺的比赛中首次亮相，作为第81分钟替补登场，但球队以0-1输掉了比赛。 8月27日，他的点球被马克·霍华德扑出，导致西汉姆联在联赛杯第二轮主场被谢菲联淘汰出局。
瓦伦西亚在对阵赫尔城的比赛中完成了他在西汉姆联的联赛首秀，并在2014年9月15日的比赛中打进了自己的首个进球，比赛以2-2平局结束。 这个距离门25码的进球以每小时61英里的速度射入，被《每日电讯报》的记者亨利·温特形容为一粒“出色的进球”。 瓦伦西亚在随后几周内又为西汉姆联打进两个进球，其中包括在客场3-1击败伯恩茅斯的比赛中头球破门， 以及在与斯托克城的比赛中进球。

#### 2015-16
他第二个赛季的第一场比赛是在2015年7月30日，在主场对阵亚斯特拉吉尔吉乌的第三资格赛首回合比赛中，他头球攻入领先一球，但在上半场时被换下，最终球队以2-2战平。 他的右膝和踝关节受到“重大”伤害， 被迫休战12周。 2015年至2016年赛季，瓦伦西亚在对阵伯恩茅斯的比赛中攻入了自己本赛季的首个英超联赛进球，其中包括一记力量强大的任意球。

#### 租借至埃弗顿
2016年8月31日，瓦伦西亚租借加盟埃弗顿，为期一季，夏季转会窗口后有1400万英镑的永久转会选择权。 2017年1月2日，瓦伦西亚在对阵南安普顿的比赛中近距离射门得分，打进了自己在埃弗顿的首个英超联赛进球，比赛以3-0结束。

## 國家隊生涯
瓦伦西亚于2012年2月12日在对洪都拉斯的友谊赛中首次代表厄瓜多爾出场。
2021年10月8日，在2022年世界杯预选赛对阵玻利维亚的比赛中，瓦伦西亚打进了他的第32和第33个国际进球，成为厄瓜多尔国家队历史上的首席射手。

## 榮譽
埃梅萊克
- 厄瓜多爾甲組足球聯賽冠軍 : 2013[25]

堤格雷斯
- 墨西哥足球超級聯賽冠軍 : 2017夏季、2019冬季
- Campeones Cup冠軍 : 2018

費倫巴治
- 土耳其盃冠軍 : 2022-23

## 外部連結
- 足球数据库：恩纳·瓦伦西亚的球员统计数据
- 恩纳·瓦伦西亚在 National-Football-Teams.com 上的出场纪录